# Charistena minima
Charistena minima es un coleóptero de la familia Chrysomelidae.
Fue descrita científicamente en 1934 por Pic.